# مدارس نجد الأهلية
مدارس نجد الأهلية أسسها رئيس وزراء لبنان السابق ورجل الأعمال رفيق الحريري بعام 1403هـ الموافق 1983 م. تقع المدارس بموقع إستراتيجي بمدينة الرياض وتعتبر من أرقى المدارس بالمملكة وحائزة علي جائزة مركز القياس ويدير المدارس حاليا الأستاذ بندر بن سعود المقبل.

## البداية والتأسيس
بادر صاحب المدارس الرئيس الراحل لدولة لبنان رفيق الحريري بإنشائها وتأسيسها للمساهمه بنهضة المملكة العربية السعودية بالقطاع الخاص. ولقد احتفلت المدارس بعام 2008 على مرور 25 عاماً على إنشائها، وقد حضر الاحتفال عدداً من المسؤولين والأمراء.
المدير الحالي / الأستاذ بندر بن سعود المقبل

## تعريف بالمدارس
مدارس نجد الأهلية تشمل قسمين للبنين والبنات لكافة المراحل الدراسية (ابتدائي-متوسط-ثانوي)، وتشهد مدارس نجد الأهلية تطوراً منذ إنشائها بعام 1983 م حيث تُعد طلابها ليصبحوا مؤهلين وقادرين على اجتياز اختبار توفل (بالإنجليزية: TOFEL)‏. كما اشتهرت المدارس بتنظيمها لرحلات سنوية لطلابها ولفرقة الكشافه خارجياً وداخلياً، بالإضافة إلى إرسال طلابها بشكل دوري لدولة لبنان لتلقي العلم.
وقد بادرت إدارة المدارس لوضع كاميرات لرصد حالات الإصابة بـإنفلونزا الخنازير (فايرس H1N1) 

## موقع المدارس
مدارس نجد الأهلية تقع بموقع حساس بمدينة الرياض على مساحة (36,000 متر) بين ثلاثة شوارع رئيسية حيث يحدها شارع العليا العام من الشرق وطريق الملك فهد من الغرب وطريق الملك عبد الله من الشمال.

## مكانة وأهمية المدارس
مدارس نجد الأهلية قد احتفلت بيوبيلها الفضي بمناسبة مرور ربع قرن على تأسيسها، وكان ذلك بمنتصف عام 2008 م حيث أقامت المدارس معرض فني عن رسومات تحكي حضارات بعض الدول مثل السعودية ولبنان ومصر وأمريكا وغيرها.
كما أن المدارس تعتبر من المنشآت الوحيدة المتضرره بمدينة الرياض نتيجة لحرب الخليج الثانية حيث كان مبناها الرئيسي ضحية للحرب ولكن كان خالياً من الطُلاب في حينها.
وفي عام 2010 م تطرق أحد كتاب جريدة الوطن السعودية بالثناء على مدارس نجد الأهلية -في سياق انتقاده لوزارة التربية والتعليم- لتوفيرها عيادة بطبيب متفرغ لها وأيضاً طبيبه بقسم البنات للمدارس في حين أن وزارة التربية والتعليم (وزارة التعليم حاليا) السعودية لا توفر هذه الخدمة بالمدارس الحكومية المحلية.